# جوائز نجم النقابة
جوائز نجم النقابة (بالإنجليزية: Star Guild Awards)‏ جائزة هندية تمنح للامتياز في صناعة الأفلام الهندية.

## وصلات خارجية
- الموقع الإلكتروني